# Zusters van Liefde

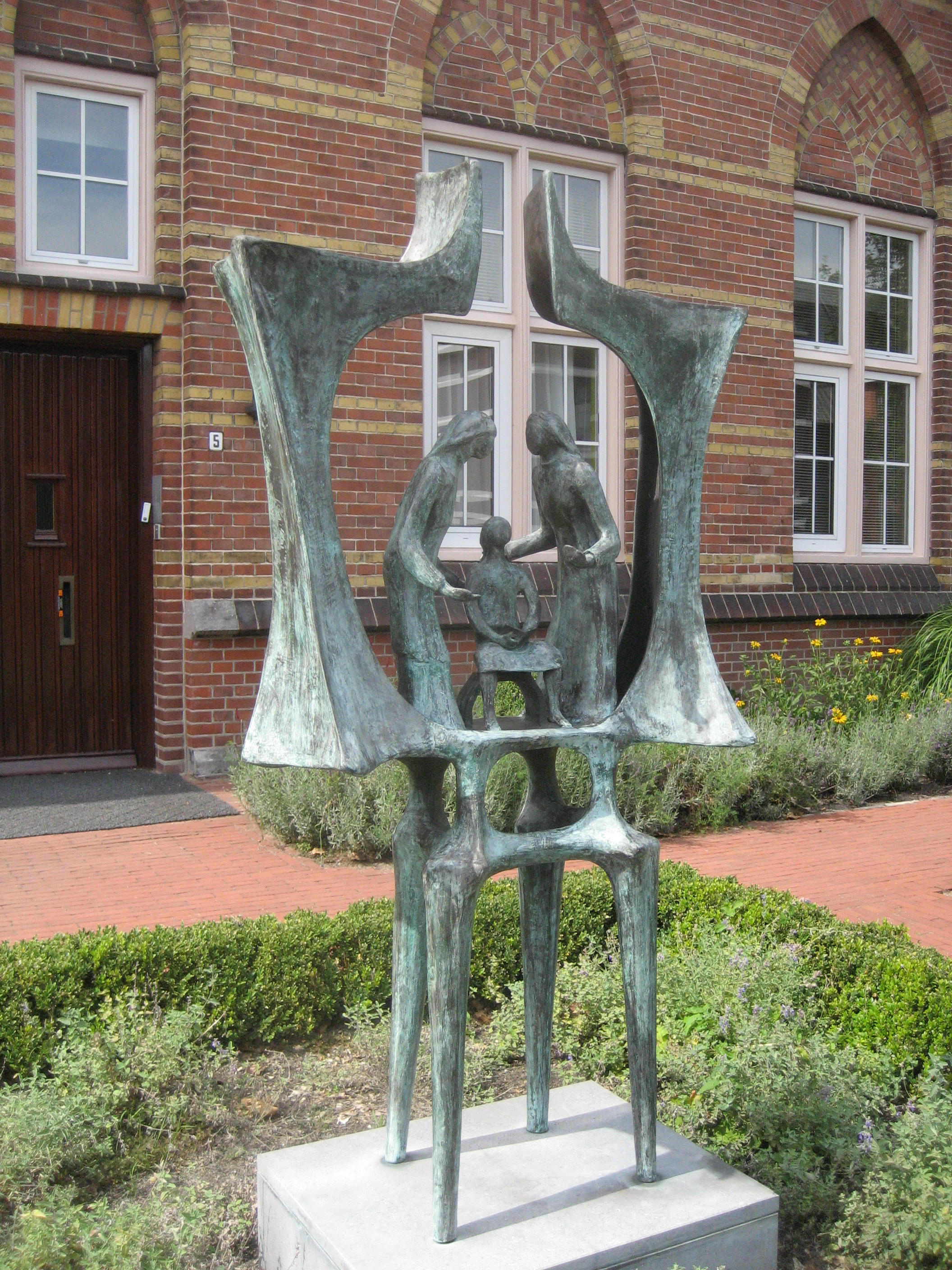
Beeld Ora et Labora. Zusters van Liefde. Onderwijs en zorg uit naastenliefde. 1895-1999 in Borne door Joep Coppens.

Veel religieuze gemeenschappen hebben de term Zusters van Liefde als deel van hun naam. De regel van Sint-Vincent voor de Dochters van Liefde van Vincentius a Paulo is aangenomen en aangepast door ten minste zestig stichters van religieuze instituten over de hele wereld in de daaropvolgende eeuwen.
Het bekendste klooster ligt aan 14 Rue du Bac in Parijs, Frankrijk.
Terwijl sommige Zusters van Liefde-gemeenschappen verwijzen naar de Vincentiaanse traditie, of juist de traditie van Elizabeth Ann Seton navolgen, is deze benaming niet universeel en wordt er per klooster anders behandeld.

## Selectieve lijst van naamdragers
- Zusters van Liefde van Onze Lieve Vrouw, Moeder van Barmhartigheid of Zusters van Tilburg (1832, Tilburg)
- Zusters van Liefde van Jezus en Maria (Gent) (1803, Gent)
- Zusters van Liefde van Jezus en Maria, Moeder van Goede Bijstand (1836, Schijndel)
- Zusters van Liefde van Maria (Heule, Wervik)
- Dochters van Liefde van Vincentius a Paulo (1633)